# Diidrouracil ossidasi
La diidrouracil ossidasi è un enzima appartenente alla classe delle ossidoreduttasi, che catalizza la seguente reazione:
5,6-diidrouracile + O2 ⇄ uracile + H2O2
L'enzima ossida anche la diidrotimina a timina. È una flavoproteina (FMN).